# Colegiata de Santa María La Mayor (Huéscar)
La Colegiata de Santa María la Mayor es una colegiata de la localidad española de Huéscar, en Granada, catalogada Bien de Interés Cultural con categoría jurídica de Monumento, y así aparece inscrito en el BOE de fecha 27 de febrero de 1973.

## Descripción

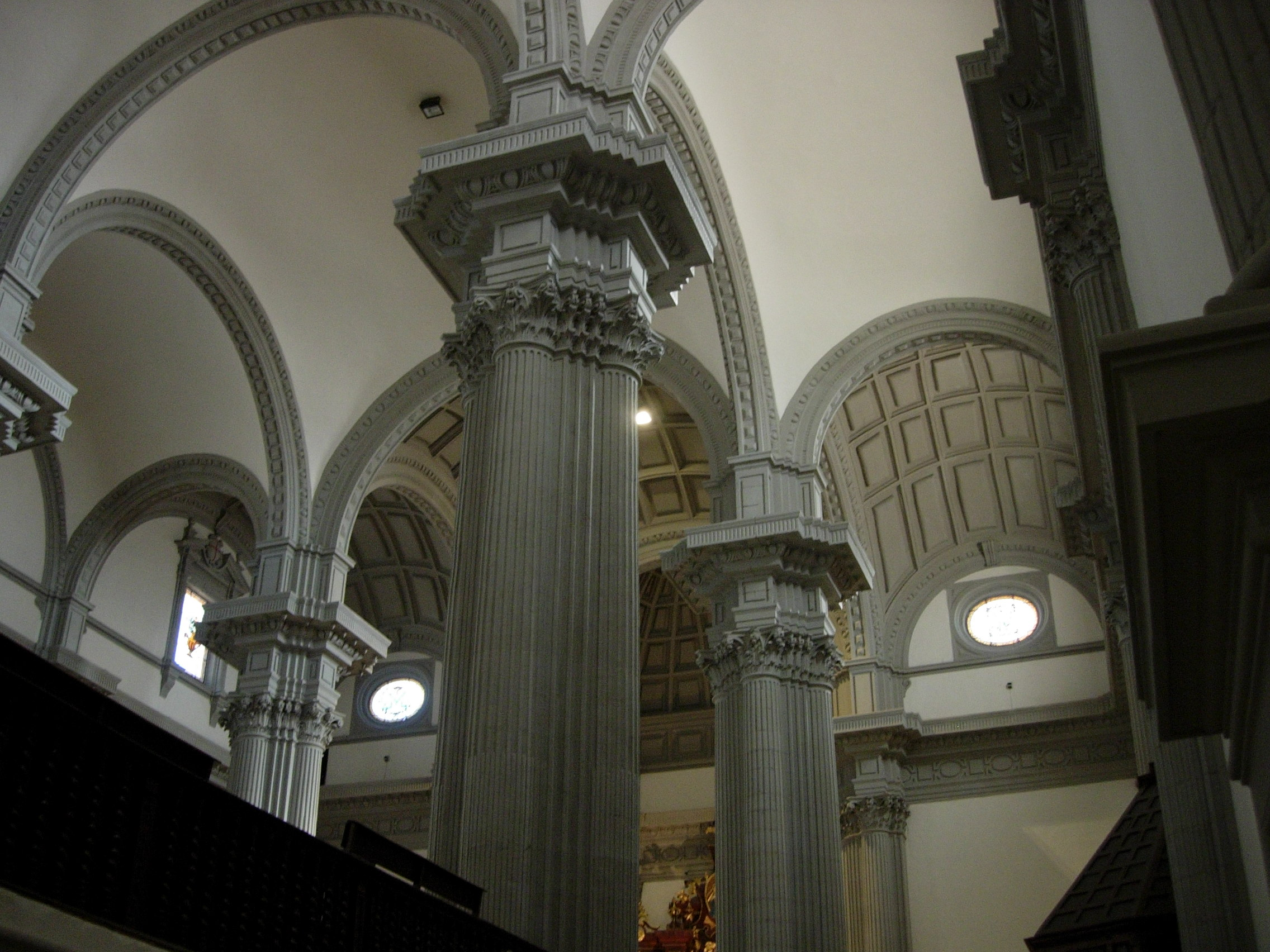

Esta iglesia está organizada interiormente a partir de tres naves que se muestran a  igual altura, más un añadido exterior de una capilla. Su construcción se llevó a cabo durante diferentes etapas artísticas y cronológicas diferentes:
Su etapa gótica comprende desde el año 1501 al año 1516, y es reconocible por la elevadísima cabecera, además del ábside, crucero y la portada de la sacristía vieja.
La etapa plateresca incluye desde el año 1530 hasta el año 1536, y cuenta con importantes elementos destacados, sobre todo en el exterior de la cabecera, la sacristía vieja, sacristía nueva y la hornacina de la concordia.
Etapa Renacentista: Va desde el año 1540 al 1557, y en ella se reestructura la obra ejecutada, afectando al cuerpo de la iglesia, y el ábside gótico se transforma en ábside de concha. Se continúa con una iglesia salón de tres naves. Se añade una capilla de patronato, y por último, se construye la torre. En esta etapa interviene el célebre arquitecto Diego de Siloé, siendo una de sus obras más importantes en esta comarca.
Herreriano: a esta etapa corresponde su portada principal.
Barroco: Sobresale el campanario, retablo mayor, capilla de San Antón, cubiertas de tejados, coro y altar de la Dolorosa de Salcillo.
Entre los elementos arquitectónicos notables cabe destacar:
Bóveda gótica oculta, portada gótica de sacristía vieja, bóveda plateresca de la sacristía vieja, ventanas, pináculos, acróteras, platerescos, torre ochavada de escalera de caracol, pórtico herreriano y el coro barroco.